# Timushán
Timushán, oficialmente Timushán de las Praderas (ahora casi en desususo) es la Aldea más grande y la cuarta más poblada del Municipio de Esquipulas, es el quinto núcleo urbano más poblado de Esquipulas.

## Descripción geográfica
Es la quinta aldea más grande y es la aldea más poblada de Esquipulas, es uno de los lugares más importantes de Esquipulas. La aldea se encuentra ubicada en medio de dos volcanes activos.

## Localización
La aldea de Timushán está situada en la parte nor-oriental del Municipio de Esquipulas, Departamento de Chiquimula, Guatemala, latitud 14° 18' 23, longitud 87° 11' 08, entre los 590 y 1100 m s. n. m. Colinda al norte con las aldeas de Monteros y Carboneras, al sur con las aldeas de Jagua y Chanmagua, al oriente con la aldea Carrizal y el Municipio de Copán, Honduras y al poniente con las aldeas Horcones y Jagua todas del Municipio de Esquipulas.

## Extensión Superficial
La Aldea de Timushán cuenta con una extensión de 40 kilómetros cuadrados.

## Demografía
La población de la Aldea de Timushán es de 2,029habitantes (según INE 2009), ésta dividida de la siguiente manera, un 52% de la población femeninda, y un 48% a la población masculina, la mayoría pertenece a un grupo ladino, quienes tienen un índice de ruralidad de 75% (6.920) debido principalmente a la baja concentración de población en la cabecera de la aldea, ocupando el 25% (2900) de la población total de toda la aldea.

## Clima
Timushán tiene un clima cálido templado seco, su temperatura promedio es de 24 grados centígrados, bajando hasta 12 grados ocasionalmente. Boscoso con un invierno benigno, especialmente en las estribaciones de sus montañas, las de la Cañana del Pino que favorecen al clima de la Villa de la Aldea, también las de Miramundo y San Isidro por el lado de la zona de la aldea Chanmagua. Los meses más calientes son marzo y abril y los más fríos diciembre y enero. La época de lluvia es de mayo a octubre, habiendo semanas de chubascos en noviembre, diciembre y enero, que se conoce como lluvias temporales.

## Datos históricos
La Comunidad de Timushán fue creada y fundada alrededor de 1880 a 1900.
- En 1950 Esquipulas declara a Timushán como su aldea más grande.

- 1951 Chanmagua, pelea territorios de las montañas del Miramundo, la cual no se dio aceptación. Y los territorios siguieron bajo su poder.

- En febrero de 2011, Álvaro Colom Presidente de Guatemala visita esta comunidad, para entregar los Programas Sociales, de la Bolsa Solidaria y Mi Familia Progresa.

- 1999 Heily Noguera fue delcarada la nina mas bonita del municipio de Esquipulas.

- 2021 se llevó a cabo el primer matrimonio homosexual de Esquipulas entre Ronald Gabriel Alvarez y Luis Zepeda, el plato principal de la ceremonia fueron los famosos "Molletes Artesanales", y se llevó a cabo en la iglesia de la aldea.

## División Política y Administrativa
La Aldea de Timushán, está dividida en doce caseríos los cuales son:
- El Mojón
- El Bajío
- San Antonio Sulay
- Malcinca
- San Miguel Mapa
- Suyate
- Pasaljá
- Tablón de Sulay
- Loma del Mango
- Los Fierros
- Llano de San Gaspar
- Cañada del Pino

## Economía
Timushán tiene sostenida su economía fuertemente en la Agricultura y la Ganadería y el intercambio de comercio con las aldeas vecinas.
Los Productos Agricólas que Timushán provee son: Café, Maíz, Frijol, Banano, Naranja, entre otras frutas.
También posee maderas preciosas como: la caoba, el roble, el pino, el cedro, entre otras.